# Прогулка по солнечному свету
«Прогулка по солнечному свету» (англ. Walking on Sunshine) — музыкальная романтическая комедия 2014 года, основанная на популярных хитах поп-музыки 1970-80-х.

## Сюжет
Бурный и страстный роман Мэдди и Рафа приводит обоих к решению пожениться. Мэдди  готовится к церемонии, приглашает лучших подруг и сестру Тэйлор. Неожиданно выясняется, что Раф и Тэйлор в недалёком прошлом были влюблены друг в друга и их чувства не прошли бесследно. А тут и бывший любовник Мэдди нарисовался. Свадьба и родственные узы оказываются под угрозой.

## В ролях
- Ханна Артертон  — Тэйлор
- Аннабель Шоли  — Мэдди
- Джулио Мария Берутти  — Раф
- Грег Уайз — Даг
- Леона Льюис — Елена
- Кэти Брэнд — Лил
- Дэнни Киррейн — Микки

## Музыкальные номера
1. «Holiday»   — Тэйлор / Ханна Артертон
2. «Venus»   — Лил   / Кэти Брэнд, Тэйлор / Ханна Артертон, Мэдди / Анабель Шолей
3. «How Will I Know»   — Лил   / Кэти Брэнд, Микки / Дэнни Киррейн, Энрико / Джулио Корсо, Елена / Леона Льюис
4. «The Power of Love»   — Тэйлор / Ханна Артертон, Мэдди / Анабель Шолей, Лил   / Кэти Брэнд, Микки / Дэнни Киррейн, Энрико / Джулио Корсо, Елена / Леона Льюис, Раф / Джулио Мария Берутти
5. «Don’t You Want Me»   — Даг / Грег Уайз и Мэдди / Анабель Шолей
6. «Walking on Sunshine»   — Тэйлор / Ханна Артертон,   Лил   / Кэти Брэнд, Микки / Дэнни Киррейн, Энрико / Джулио Корсо, Елена / Леона Льюис, Раф / Джулио Мария Берутти
7. «Eternal Flame»   — Тэйлор / Ханна Артертон
8. «Girls Just Want to Have Fun» / «The Wild Boys»  — Тэйлор / Ханна Артертон, Мэдди / Анабель Шолей, Елена / Леона Льюис и  Лил   / Кэти Брэнд, Микки / Дэнни Киррейн, Энрико / Джулио Корсо,   Раф / Джулио Мария Берутти
9. «It Must Have Been Love»   — Тэйлор / Ханна Артертон и Раф / Джулио Мария Берутти
10. «Faith »   —  Даг / Грег Уайз и Мэдди / Анабель Шолей
11. «White Wedding»   —  Даг / Грег Уайз,  Тэйлор / Ханна Артертон, Мэдди / Анабель Шолей, Елена / Леона Льюис и  Лил   / Кэти Брэнд, Микки / Дэнни Киррейн, Энрико / Джулио Корсо,   Раф / Джулио Мария Берутти, Тициана / Тициана Скиаварелли
12. «If I Could Turn Back Time»   — Тэйлор / Ханна Артертон и  Раф / Джулио Мария Берутти
13. «Wake Me Up Before You Go-Go»   —  Даг / Грег Уайз,  Тэйлор / Ханна Артертон, Мэдди / Анабель Шолей, Елена / Леона Льюис и  Лил   / Кэти Брэнд, Микки / Дэнни Киррейн, Энрико / Джулио Корсо,   Раф / Джулио Мария Берутти, Тициана / Тициана Скиаварелли